# Vávrovice
Vávrovice (niem. Wawrowitz) – dzielnica miasta statutarnego Opawy, we wschodnich Czechach. Obejmuje trzy dawne wsie i gminy katastralne: Vávrovice (o powierzchni 5,07 km²), Držkovice (niem. Dirschkowitz, polskie Dzierżkowice) o powierzchni 1,59 km² i Palhanec (niem. Palhanetz) o powierzchni 1,69 km².
Położona jest na prawym brzegu Opawy około 5,5 km od centrum miasta, od strony północnej graniczy z Polską. Przebiega tędy linia kolejowa Olomouc – Opava východ i znajdują się dwa przystanki Vávrovice i Vávrovice cukrovar.